# Veritas vincit
Pour plus de détails, voir Fiche technique et Distribution.
Veritas vincit (en latin, La Vérité triomphe) est un film allemand réalisé par Joe May, sorti en 1919.

## Synopsis
Le film a pour morale la victoire éternelle de la vérité sur le mensonge en l'illustrant dans trois histoires à trois époques différentes : Rome, du temps de l'empereur Dèce, une petite ville vers 1500, une principauté européenne peu avant la Première Guerre mondiale.
Dans les deux premières histoires, les personnages scellent leurs sorts à cause de leur malhonnêteté, leurs mensonges les poussent dans une tragédie.
Dans la troisième, l'héroïne apprend des erreurs du passé. Grâce à son engagement pour la vérité, elle sauve son amour et surmonte tous les préjugés sociaux.
Le point commun entre les trois histoires est un anneau et la réincarnation.

## Fiche technique
- Titre : Veritas vincit
- Réalisation : Joe May
- Scénario : Richard Hutter, Ruth Goetz (de)
- Musique : Ferdinand Hummel (de)
- Direction artistique : Paul Leni, Siegfried Wroblewsky
- Directeur de la photographie : Max Lutze (de)
- Costumes : F. & A. Diringer (Munich)
- Pays de production :  République de Weimar
- Genre: Drame
- Production : Joe May
- Société de production : May-Film
- Société de distribution : UFA
- Format : Noir et blanc - 1,33:1
- Durée : 127 minutes
- Date de sortie : 
  - République de Weimar : 4 avril 1919

## Distribution
- Mia May : Helena / Ellinor / La comtesse Hélène
- Johannes Riemann : Lucius / Lutz von Ehrenfried / Le prince Louis
- Magnus Stifter : Dèce
- Bernhard Goetzke : Inder
- Paul Biensfeldt : Digulus
- Emil Albes : Flavius
- Georg John : le sénateur aveugle
- Wilhelm Diegelmann : Tullus
- Ferry Sikla : Fucius Asinius
- Leopold Bauer : Maître Heinrich, orfèvre
- Olga Engl : La princesse
- Hermann Picha : La sorcière du Sugura / Le maître de cérémonie
- Lina Paulsen : Ursula
- Friedrich Kühne : Florian
- Adolf Klein : le prince
- Josef Klein : General von der Tanne
- Max Gülstorff : le voleur
- Max Laurence : le juge d'instruction
- Anders Wikmann : Vicomte René de Monmorte
- Joseph Klein : General von der Tanne (comme Josef Klein)
- Emmy Wyda :
- Maria Forescu :

## Source de la traduction
- (de) Cet article est partiellement ou en totalité issu de l’article de Wikipédia en allemand intitulé « Veritas vincit » (voir la liste des auteurs).